# Марк Аврелий Себастиан
Марк Аврелий Себастиан (на латински: Marcus Aurelius Sebastianus) e политик и сенатор на Римската империя през 3 век.
През 272 – 275 г. той е управител на провинция Долна Мизия.